# Piliocolobus rufomitratus
El colobo rojo del río Tana (Piliocolobus rufomitratus) es una especie de primate catarrino de la familia Cercopithecidae. Es endémico de la estrecha zona del bosque de galería adyacente al río Tana al sudeste de Kenia. De la misma forma que los otros colobos rojos, fue considerado anteriormente como una subespecie de Piliocolobus badius.

## Estado de conservación
Al colobo rojo del río Tana se le considera uno de Los 25 primates en mayor peligro del mundo. De hecho, junto al mangabeye del río Tana (Cercocebus galeritus), que se encuentra también amenazado, la razón para crear la Reserva de primates del río Tana en 1978, aunque la actividad humana dentro de esta reserva continúe. Al contrario que Groves, la Lista Roja de la UICN no la reconoce como especie separada del colobo rojo ugandés (Piliocolobus tephrosceles), del colobo rojo centroafricano (Piliocolobus foai) ni del colobo rojo de Thollon (Piliocolobus tholloni). Como subespecie, P. rufomitratus se considera bajo preocupación menor por la Lista Roja en 2008, mientras P. (r.) rufomitratus se considera en peligro de extinción.